# Pseudophragmina
Pseudophragmina es un género de foraminífero bentónico de la familia Asterocyclinidae, de la superfamilia Nummulitoidea, del suborden Rotaliina y del orden Rotaliida. Su especie tipo es Orthophragmina floridana. Su rango cronoestratigráfico abarca el Eoceno.

## Clasificación
Pseudophragmina incluye a las siguientes especies:
- Pseudophragmina angusta †
- Pseudophragmina calebardensis †
- Pseudophragmina clarki †
- Pseudophragmina floridana †
- Pseudophragmina novitasensis †
- Pseudophragmina obsoleta †
- Pseudophragmina palmerae †
- Pseudophragmina psila †
- Pseudophragmina soldadensis †

En Pseudophragmina se han considerado los siguientes subgéneros:
- Pseudophragmina (Asterophragmina), aceptado como género Asterophragmina
- Pseudophragmina (Athecocyclina), aceptado como género Athecocyclina
- Pseudophragmina (Proporocyclina), aceptado como género Proporocyclina